# Chan Ming-chi
Chan Ming-chi (auch Chen Mingzhi; chinesisch 陳明志; * 1961) ist ein chinesischer Komponist und Musikpädagoge.
Chan studierte an der Tōkyō Geijutsu Daigaku und an der Elizabeth City State University in North Carolina (mit Abschluss als Ph. D.) und absolvierte ein Postgraduiertenprogramm an der Musikhochschule Shanghai. Neben der Komposition waren Musik für multimediales Theater und asiatische Musik Gegenstand seines Studiums. Er ist seit 2006 Professor an der Musikhochschule Shanghai, wo er Komposition und Multimediadesign unterrichtet. Außerdem ist er Vorsitzender der Hong Kong Electronic Music and Sound Arts Association und künstlerischer Leiter des Ensemble Contemporary Players. Das kompositorische Werk Chans umfasst Orchester- und Kammermusik, Stücke für Soloinstrumente, Vokalmusik, elektronische und Multimediawerke. Er komponiert sowohl im westlich-europäischen als auch im chinesischen Stil und verwendet vielfach traditionelle asiatische Musikinstrumente.